# Wilhem Herman Daniël Quarles van Ufford
Jhr. Wilhem Herman Daniël Quarles van Ufford, heer van Gunterstein en ambachtsheer van Tienhoven, (Utrecht, 4 januari 1929 − Breukelen, 17 december 2017) was een Nederlands burgemeester. Hij was lid van de Volkspartij voor Vrijheid en Democratie (VVD).

## Loopbaan
Quarles van Ufford was de jongste van de acht kinderen van een bioloog uit een adellijk geslacht. Hij volgde het Christelijk Gymnasium in Utrecht (1941-1947), en studeerde daarna rechten aan de Universiteit Utrecht (1949-1955). Hij was 21 jaar burgemeester, achtereenvolgens van Reeuwijk, Heemstede en Amstelveen, waarna hij zijn loopbaan afsloot als directeur van het Kabinet der Koningin.
Hij maakte bij zijn aantreden als directeur vlot een einde aan de stagnatie in de wettelijk voorgeschreven overdracht van het oude Kabinetsarchief aan het Nationaal Archief. Voor wetenschappelijk onderzoek van het Kabinetsarchief zette hij als het ware de ramen open. Hij was voorzitter van de KNSB en tweemaal chef de mission bij de Olympische Winterspelen (1968, 1972). Van 1977 tot 1980 was hij voorzitter van de Nederlandse Sport Federatie (NSF).

## Privéleven
Jhr. mr. W.H.D. Quarles van Ufford bewoonde met zijn vrouw Clasina Hanselaar tot 2006 huis Gunterstein, dat later bewoond werd door zijn dochter Bertien Quarles van Ufford en mede werd beheerd door haar man Rein Koole (1953-2015). Het echtpaar Quarles van Ufford-Hanselaar kreeg vier dochters. In januari 1973 kwamen twee van hen om het leven toen ze met een auto onder de trein kwamen. Een broer van Quarles, jhr. mr. Louis Albert Quarles van Ufford (1916-1994), was ook burgemeester. Quarles van Ufford overleed op 88-jarige leeftijd.

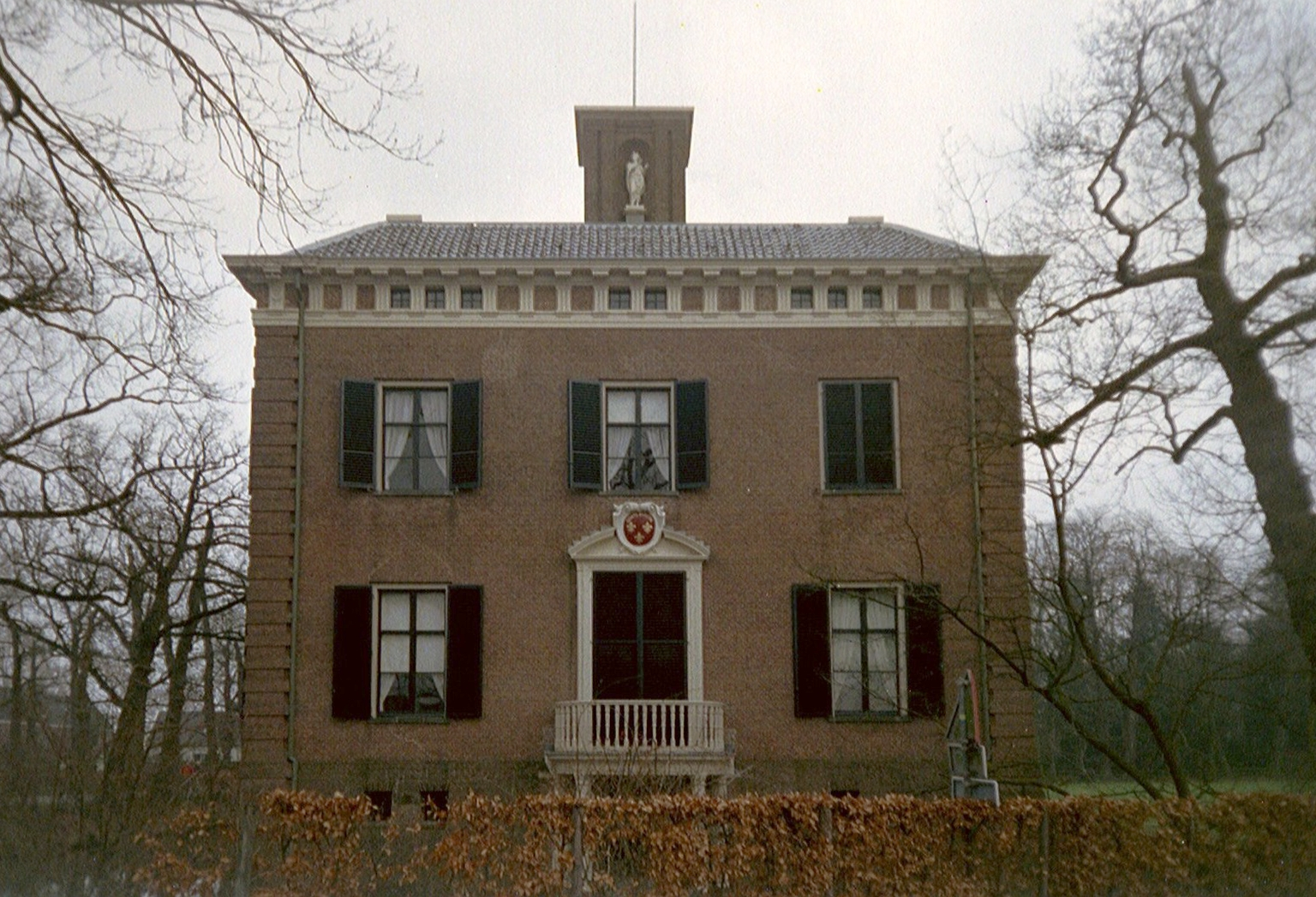
Huis Gunterstein aan de Vechtzijde

## Onderscheiding
- Commandeur in de Orde van Oranje-Nassau (1991)

- Parlement.com: vgek2xw6rzdw